# OS2200
OS2200は、ユニシスのメインフレーム用のオペレーティングシステム。ユニシスのメインフレーム・コンピュータである ClearPath Server OS2200シリーズ（米国名：ClearPath Doradoファミリー）などで稼働する。なおBIPROGYの表記は「OS2200」、ユニシスの表記は「OS 2200」である。

## 概要
OS2200は、UNIVAC 1108用のExec 8 オペレーティングシステムの直系の後継である。当時の会社はUNIVACで、Exec 8の正式名称は「Executive System for the UNIVAC 1108」であった。
UNIVAC 1108は1964年に発表され、1965年の後半にリリースされた。UNIVAC 1108は、当初はUNIVAC 1107用に開発されていたExec IやExec IIを使用したが、これらは最大4プロセッサのUNIVAC 1108での対称型マルチプロセッシングをサポートしていなかったため、UNIVACはそれを実現するバージョンを計画した。1964年12月までに、事前のプログラマ用リファレンスマニュアル（ユーザーガイド）としてExec 8 の仕様が記述され、1965年3月に稼働を始めた, 。
スペリーはバロースと合併してユニシスとなった。この経緯により、ユニシスのメインフレームであるClearPathシリーズでは、主に大規模用のClearPath Server OS2200、ClearPath IX/2200シリーズではスペリー系のOS2200が、主に中規模用のClearPath Server MCP、ClearPath NX/LX/A シリーズなどではバロース系のMCPが使用されている。
過去および現在のユニシスのシステムに関するドキュメントや情報は、ユニシスのサポートサイト(Unisys public support)や、Unisys eCommunityに掲示されている。

## 注記
1. ↑  Current Unisys documentation is available on the Unisys public support web site. For OS 2200 products, select one of the ClearPath Dorado platforms (e.g., Dorado 700 or Dorado 4000) and then the release level (usually the highest numbered one unless you are looking for something specific in an earlier release).  That will take you to a search page where you can search by title or document content.
2. ↑  More information is available on Unisys eCommunity.  eCommunity requires a logon, but registration is free and open to the public.  Within eCommunity a search for Information Repository leads to a site with searchable information about OS 2200 organized in tutorial form with drill downs.